# Вирсайтис (тральщик)
Вирсайтис (Virsaitis — латыш. вождь) — морской тральщик, тип Minensuchboot 1916, первый военный корабль и флагман Латвийского флота. Построен в 1917 году на верфи Neptun Werft в Ростоке, Германия. В разное время носил имена M68, «Красная Латвия» (Sarkanā Latvija), T-297 под флагами Германской империи, Советской Латвии, Латвийской республики и СССР.

## История службы
Зачислен в состав КБФ 19 августа 1940 года. Перед началом Великой Отечественной войны в составе Прибалтийской ВМБ с базированием на Ригу вместе с бывшими латвийскими тральщиками «Виестурс» и «Иманта». Нёс дозоры в Ирбенском проливе. После перевооружения 25 июля переклассифицирован в сторожевой корабль. В августе 1941 года базировался на Моонзундские острова, действуя на коммуникациях противника в Рижском заливе. С 1 сентября в составе Отряда кораблей обороны реки Невы (командир капитан 1 ранга В. С. Чероков, с октября 1941 г. — капитан 2 ранга С. Д. Солоухин). Основными задачами Отряда были огневая поддержка 55-й и 42-й армий, обеспечение переправы своих войск и срыв возможной переправы противника через Неву.
Вице-адмирал В. П. Дрозд, командующий ОЛС КБФ, сформировал отряд тихоходных кораблей под общим командованием капитан-лейтенанта П. В. Шевцова. В отряд вошли ТР № 538, БТЩ 210, КЛ «Волга» и «Лайне», СКР «Вирсайтис», ТЩ «Ударник», два катера МО, четыре буксира. Приняв 2885 защитников Ханко, в том числе 246 на «Вирсайтис», отряд вышел в море 2 декабря в 17 часов 55 минут. Около полуночи восточнее Ханко под кормой «Вирсайтиса» разорвалась мина и он затонул через несколько минут в точке 59°54′ с. ш. 25°29′ в. д.. Подошедшим кораблям удалось подобрать и принять на борт лишь 96 человек — защитников Ханко и членов экипажа.
В 2011 году затонувший в ночь на 3 декабря корабль был найден возле Ханко.

### Основные даты
- 06.10.1917 — МТЩ M68 введён в состав ВМС Германии (нем. Kaiserliche Marine).
- 29.10.1917 — МТЩ M68 подорвался на мине в Рижском заливе и выкинулся на берег.
- 000001918 — снят с мели и отбуксирован в Ригу на ремонт.
- 01.01.1919 — находясь в ремонте, захвачен Советской Латвией.
- 10.03.1919 — зачислен в состав как посыльное судно «Красная Латвия».
- 00 05.1919 — захвачен Германией.
- 01.07.1919 — захвачен Латвийской республикой и переименован в «Вирсайтис».
- 10.11.1921 — МТЩ «Вирсайтис» отремонтирован, флагманский корабль ВМФ Латвии (латыш. Latvijas Kara flote).
- 19.08.1940 — МТЩ «Вирсайтис» зачислен в состав днтщ ОВР Либавской ВМБ.
- 17.10.1940 — переименован в Т-297.
- 25.07.1941 — СКР «Вирсайтис» (перевооружён и перестроен).
- 03.12.1941 — СКР «Вирсайтис» подорвался на мине и затонул в Финском заливе.

## Характеристики и вооружение

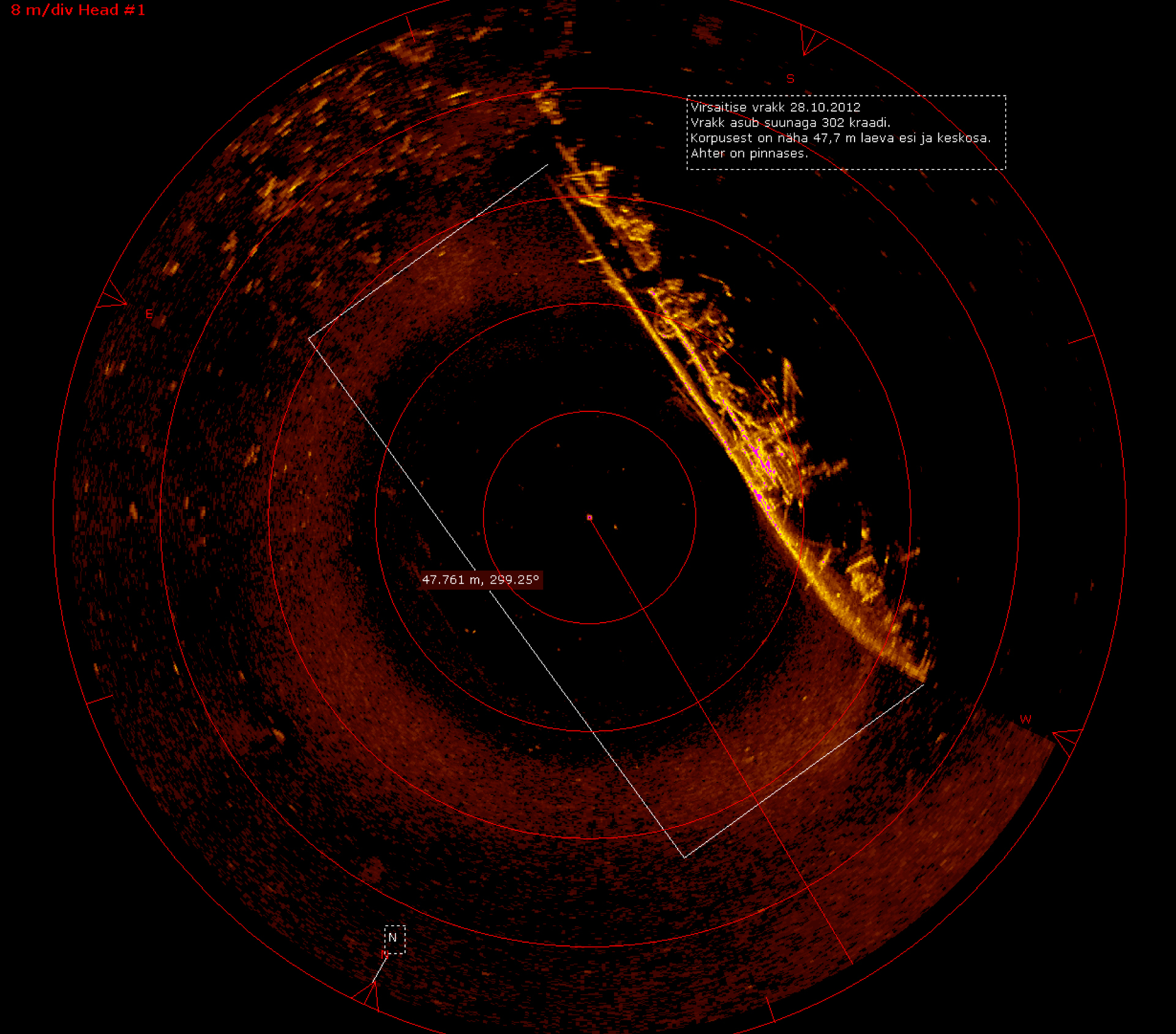
Затонувший «Вирсайтис» на экране гидролокатора

Данные о характеристиках «Вирсайтиса» и, в большей степени, о его вооружении существенно отличаются в разных источниках. Вероятные причины:
1. В Литовском флоте межвоенного периода был единственный военный корабль — «Президент Сметона», тоже бывший немецкий тральщик М-59. Иногда его ошибочно упоминают как второй латвийский типа «Вирсайтис».
2. В 1945 году несколько «Minensuchboot 1916» стали трофеями СССР и вошли в состав флота: М60 (Донец), М108, М130 (Минога), М135.

Вооружение:
- 1917 — 2×1 88/45 Tbts L/45, 30 мин, тралы
- 1921 — 2 75 мм Кане, 2 57 мм, 1 75 мм зенитное
- 1939 — 2 чешские 83.5 мм, 2 57 мм, 4 пулемёта
- до 09.1941 — 2 76 мм, 2 45 мм полуавтоматических универсальных 21-К, 4 7.62 мм пулемёта
- 1941 — 2 или 3 102 мм или 2 100 мм Б-24БМ, 2х2 37-мм 70-К, 2 ДШК

## Командиры
- Рихард фон Фитингоф
- адмирал Арчибальд Кейзерлинг
- капитан 2 ранга Ансис Межрозе (Мехерозе)